# Pjenasti cvijet
Pjenasti cvijet (lat. Tiarella), rod dvosupnica kojemu pripadaju tri vrste trajnica iz porodice kamenikovki. Od tri priznate vrste, dvije rastu po Sjevernoj Americi i jedna u Aziji (Tiarella polyphylla).

## Vrste
1. Tiarella cordifolia L.
2. Tiarella polyphylla D. Don
3. Tiarella trifoliata L.